# Моравські Топлиці
Моравські Топлиці (словен. Moravske Toplice) — поселення в общині Моравські Топлиці, Помурський регіон, Словенія. Висота над рівнем моря: 203,4 м.